# Edward Czapski
Edward Czapski herbu Leliwa (ur. 29 maja 1819 w Zapolu, zm. 27 stycznia 1888 w Narucewiczach koło Swojatycz) – ziemianin, sybirak i pamiętnikarz. Kurator honorowy szkół powiatu rossieńskiego.
Najmłodszy syn pułkownika Stanisława i Zofii z Obuchowiczów, kasztelanki mińskiej. Brat Mariana Hutten-Czapskiego i Adolfa Hutten-Czapskiego.
Za wspieranie powstania styczniowego (1863–1864) skazany na zesłanie na Syberię. Napisał Pamiętniki Sybiraka. Pochowany na cmentarzu Na Rossie w Wilnie.
Zmarli powstańcy 1863 roku zostali odznaczeni przez prezydenta RP Ignacego Mościckiego 21 stycznia 1933 roku Krzyżem Niepodległości z Mieczami. 